# Старотитаровское сельское поселение
Старотитаровское сельское поселение — муниципальное образование в Темрюкском районе Краснодарского края России.
В рамках административно-территориального устройства Краснодарского края ему соответствует Старотитаровский сельский округ.
Административный центр — станица Старотитаровская.

## Население
| 2010    | 2012    | 2013    | 2014    | 2015    | 2016    | 2017    |
| ------- | ------- | ------- | ------- | ------- | ------- | ------- |
| 12 164  | ↗12 331 | ↗12 506 | ↗12 565 | ↗12 650 | ↗12 726 | ↗12 892 |
| 2018    | 2019    | 2020    | 2021    | 2023    |         |         |
| ↗12 968 | ↗13 111 | ↗13 289 | ↘13 223 | ↗13 310 |         |         |